# Une liaison pornographique
Une liaison pornographique is een Belgisch-Luxemburgs-Zwitsers-Franse film van Frédéric Fonteyne die werd uitgebracht in 1999.

## Verhaal
Een man en een vrouw koesteren dezelfde seksuele fantasie. De vrouw plaatst een contactadvertentie in een seksblad waar de man op ingaat. Zo ontmoeten ze elkaar voor het eerst in een café. Het klikt en ze verlangen hun fantasie met elkaar te beleven. Daarop begeven ze zich naar een anonieme hotelkamer. Vanaf dan spreken ze daar regelmatig af. Hun 'pornografische verhouding' steunt enkel en alleen op hun seksuele fantasie. 
Ongemerkt sluipen er gevoelens voor elkaar binnen. Het heeft er alle schijn van dat hun pure seksrelatie zal uitgroeien tot iets meer.

## Rolverdeling
| Acteur               | Personage              |
| -------------------- | ---------------------- |
| Nathalie Baye        | de vrouw               |
| Sergi López          | de man                 |
| Jacques Viala        | stem van de journalist |
| Paul Pavel           | Joseph Lignaux         |
| Sylvie Van den Elsen | mevrouw Lignaux        |